# Cymatura spumans
Cymatura spumans är en skalbaggsart som först beskrevs av Guérin-Méneville 1847.  Cymatura spumans ingår i släktet Cymatura och familjen långhorningar.
Artens utbredningsområde är:
- Angola.
- Botswana.
- Kenya.
- Malawi.
- Moçambique.
- Zimbabwe.

Inga underarter finns listade i Catalogue of Life.